# Никольское муниципальное образование (Саратовская область)
Никольское муниципальное образование — упразднённое сельское поселение в Фёдоровском районе Саратовской области Российской Федерации.
Административный центр — посёлок Солнечный.

## История
Статус и границы сельского поселения установлены Законом Саратовской области от 27 декабря 2004 года № 107-ЗСО «О муниципальных образованиях, входящих в состав Фёдоровского муниципального района».
Законом Саратовской области от 9 марта 2022 года № 24-ЗСО, были преобразованы, путём их объединения, Морцевское, Мунинское и Никольское муниципальные образования — в Морцевское муниципальное образование, наделённое статусом сельского поселения, с административным центром в селе Морцы.

## Население
| 2010 | 2011 | 2012 | 2013 | 2014 | 2015 | 2016 |
| ---- | ---- | ---- | ---- | ---- | ---- | ---- |
| 965  | ↗968 | ↘963 | ↘939 | ↘907 | ↘903 | ↘898 |
| 2017 | 2018 | 2019 | 2020 | 2021 |      |      |
| ↘879 | ↘854 | ↗857 | ↘836 | ↘820 |      |      |

## Состав сельского поселения
| № | Населённый пункт | Тип населённого пункта          | Население |
| - | ---------------- | ------------------------------- | --------- |
| 1 | Жёлтый           | посёлок                         | ↘0        |
| 2 | Никольское       | село                            | ↘328      |
| 3 | Солнечный        | посёлок, административный центр | ↗637      |